# David Teivonen
David Toivo Teivonen (* 6. Juni 1889 in Wyborg, Russisches Kaiserreich; † 1937) war ein finnischer Kunstturner.

## Biografie
David Teivonen belegte bei den Olympischen Sommerspielen 1908 in London im Einzelmehrkampf den 91. Platz.
1906 wurde er Finnischer Meister mit der Mannschaft von Viipurin Reipas.
Er zog in die Sowjetunion und nahm 1937 dort die sowjetische Staatsbürgerschaft an, ehe er noch im selben Jahr starb.